# Michael Narloch
Michael Jürgen Narloch (* 24. Januar 1944 in Berlin; † 5. März 2023 ebenda) war ein deutscher Schauspieler und Synchronsprecher.

## Leben
Er war der Sohn des Berliner Schauspielers Willi Narloch und trat in die Fußstapfen seines Vaters, mit dem er ab 1969 in Dolles Familienalbum erstmals gemeinsam vor der Kamera des staatlichen DDR-Fernsehprogramms Deutscher Fernsehfunk auftrat. Wiederkehrende Auftritte hatte er vor allem in Folgen der Serie Polizeiruf 110.
Nach 1990 arbeitete er hauptsächlich als Synchronsprecher in zahlreichen Filmen und Serien (z. B. in diversen Star-Trek-Serien). Narloch war bereits in der DDR als Sprecher tätig.

## Filmografie (Auswahl)

### Als Schauspieler
- 1969–1971: Dolles Familienalbum (Fernsehserie)
- 1971: Ein Mann, der sterben muss (TV)
- 1971: Avantgarde (Theateraufzeichnung)
- 1974: Polizeiruf 110: Lohnraub (Fernsehreihe)
- 1975: Polizeiruf 110: Der Mann
- 1975: Polizeiruf 110: Zwischen den Gleisen
- 1976: Polizeiruf 110: Vorurteil?
- 1977: Dantons Tod (Studioaufzeichnung)
- 1978: Polizeiruf 110: Holzwege
- 1978: Amor holt sich nasse Füße (Fernsehfilm)
- 1978: Rotschlipse
- 1979: Polizeiruf 110: Heidemarie Göbel
- 1980: Polizeiruf 110: In einer Sekunde
- 1981: Polizeiruf 110: Der Schweigsame
- 1982: Rächer, Retter und Rapiere (siebenteilige Fernsehserie der DDR, Drehbuch von 1981)
- 1983: Polizeiruf 110: Schnelles Geld
- 1986: Jan auf der Zille
- 1989: Polizeiruf 110: Drei Flaschen Tokajer
- 1991: Praxis Bülowbogen, Folge 57, Der goldene Westen

### Als Synchronsprecher

#### Filme
- 1971: Der Weg der Arbeiterklasse ins Paradies – Corrado Solari als Tarcisia Menna
- 1977: Die erste Liebe – The Anh als Ba Duy
- 1983: Der Sinn des Lebens – Graham Chapman als Restaurantgast
- 1984: Der Abenteurer von Tortuga – Aldo Cristiani als Fernandez
- 1985: Der Zauberrabe Rumburak – Jiří Lábus als Rumburak
- 1987: Familie Wirbelwind auf Urlaub – Miklós Benedek als Vater
- 1988: Sieben Hungrige – Tomás Josífko als Cudla
- 1989: Mein wunderbarer Cadillac – Frederic Forrest als Sonny Gibbs
- 1992: Halbblut – Rex Linn als FBI Agent
- 1993: Kaltblütig geopfert – Frederic Forrest als Sheriff Frank Yocom
- 1993: Mrs. Doubtfire – Das stachelige Kindermädchen – Terence McGovern als ADR Director Lou
- 1994: Blutsbande – Eine Familie zerbricht – Dennis Strong als Joseph Baldwin
- 1995: Der Engländer, der auf einen Hügel stieg und von einem Berg herunterkam – Dafydd Wyn Roberts als Tommy Zweitakter
- 1997: Verzauberte Weihnachten – Anthony Ulc als Officer Moriarty
- 1998: Les Misérables – Louis Hammond als Briefvorleser
- 1998: Shakespeare in Love – Steven Beard als Prediger Makepeace
- 1999: Kampf der Kobolde – Die Legende einer verbotenen Liebe – Frank Finlay als General Bulstrode
- 2002: Live aus Bagdad – Murphy Dunne als Bob Vinton
- 2003: Down with Love – Zum Teufel mit der Liebe! – Basil Hoffman als C.Y. [OV: C.W.]
- 2004: 30 über Nacht – Kevin D. White als Schulfotograf
- 2005: Bee Season – Corey Fisher als Nationaler Buchstabierwettbewerb–Sprecher
- 2007: Der Supermann des Wilden Westens – Strother Martin als Billy
- 2009: Billu Barber – Asrani als Mobat Chacha

#### Serien
- 1965: Tausend Meilen Staub – Charles Bateman als Hess
- 1981: Die Märchenbraut – Jiří Lábus als Rumburak
- 1985: Jim Bergerac ermittelt – James Duggan als Einwanderungsbeamter
- 1986: Dona Beija – Edson Silva als Honorato
- 1986: Bezirksverwaltung der „K“ Prag – Pavel Zedníček als Kamil
- 1991: Daniel Boone – Roy Jenson als Crane Hawkins
- 1993: Die Unbestechlichen – Will Zahrn als Jarenski
- 1994: Elefantenjunge – Alistair Duncan als Jaffne
- 1994: Die Rückkehr der Märchenbraut – Pavel Zedníček als Hyazinth
- 1997: Outer Limits – Die unbekannte Dimension – Pat Bermel als Dr. Reid
- 1997–2001: Millennium – Fürchte deinen Nächsten wie dich selbst – Stephen J. Lang als Det. Bob Giebelhouse
- 1998: City Hunter – Kazuaki Koide als Butler
- 1999: Ally McBeal – Paul Perri als Anwalt Jamison
- 2005: Boston Public – Randy Oglesby als Walter Grier
- 2006: Ghost Whisperer – Stimmen aus dem Jenseits – Albert Malafronte als Frank Hilliard
- 2006: Bones – Die Knochenjägerin – John Sterling Carter als Special Agent Furst (2. Stimme)
- 2007: Ghost Whisperer – Stimmen aus dem Jenseits – Norbert Weisser als Patrick Roth
- 2008: Ghost Whisperer – Stimmen aus dem Jenseits – David Gautreaux als Erwin Sembrook
- 2008: Ghost Whisperer – Stimmen aus dem Jenseits – Stephen Wastell als Dunker Geist
- 2010: Boston Legal – Walter Addison als Richter Kennedy
- 2011: Die Borgias – Joseph Kelly als König Ferrante von Neapel

## Theater
- 1965: Curt Goetz: Hokuspokus (Zeuge) – Regie: Ottofritz Gaillard (Volksbühne Berlin – Theater im III. Stock)
- 1969: William Shakespeare: Troilus und Cressida (Patroclus) – Regie: Hannes Fischer (Volksbühne Berlin)
- 1971: Heiner Müller: Weiberkomödie (Karli) – Regie: Fritz Marquardt (Volksbühne Berlin)

## Hörspiele
- 1960: Anna und Friedrich Schlotterbeck: An der Fernverkehrsstraße 106 (Franz Slomski) – Regie: Theodor Popp (Hörspiel – Rundfunk der DDR)
- 1964: Walter Alberlein: Künstlerpech (Vieweg, Verwaltungsdirektor) – Regie: Werner Wieland (Hörspiel – Rundfunk der DDR)
- 1969: Franz Freitag: Der Egoist (Edmund Kühn) – Regie: Gert Andreae (Hörspiel – Rundfunk der DDR)
- 1973: Bertolt Brecht: Das Leben des Galilei (Der kleine Mönch) – Regie: Fritz Göhler (Hörspiel – Rundfunk der DDR)
- 1974: Günter Spranger: Zur Fahndung ausgeschrieben: Sabine (Horlbeck) – Regie: Albrecht Surkau (Hörspielreihe: Tatbestand, Nr. 3 – Rundfunk der DDR)
- 1974: Hans-Ulrich Lüdemann: Blümlein ist gegangen (Manfred Klatt) – Regie: Fritz Göhler (Hörspiel – Rundfunk der DDR)
- 1977: Horst Ulrich Wendler: Familienanschluss (Jan) – Regie: Joachim Gürtner (Hörspielreihe: Neumann, zweimal klingeln – Rundfunk der DDR)
- 1979: Wolfgang Stemmler: Nichtraucher in zehn Tagen (Jan) – Regie: Joachim Gürtner (Hörspielreihe: Neumann, zweimal klingeln – Rundfunk der DDR)
- 1979: Wibke Martin: Die Bürgen (Pengi) – Regie: Joachim Staritz (Hörspiel – Rundfunk der DDR)
- 1979: Horst Berensmeier: Lösegeld – Regie: Hans Knötzsch (Kriminalhörspiel – Rundfunk der DDR)
- 1979: Joachim Goll: Der Hund von Rackerswill (Rudi Krummbiegel) – Regie: Werner Grunow (Hörspiel – Rundfunk der DDR)
- 1980: Norbert Klein: Alles ist anders (Jan) – Regie: Wolfgang Brunecker (Hörspielreihe: Neumann, zweimal klingeln – Rundfunk der DDR)
- 1980: Ottomar Lang: Wellermann machts möglich (Brauß) – Hans Knötzsch (Kriminalhörspiel/Kurzhörspiel – Rundfunk der DDR)
- 1981: Reinhard Griebner: Schlachtenbummler (Jan) – Regie: Joachim Gürtner (Hörspielreihe: Neumann, zweimal klingeln – Rundfunk der DDR)
- 1981: Peter Gauglitz: Drei Schweizer Uhren (Kriminalanwärter Marzahn) – Regie: Wolfgang Brunecker (Hörspielreihe: Fälle des Kriminalanwärters Marzahn – Rundfunk der DDR)
- 1981: Peter Gauglitz: Chesterfield (Kriminalanwärter Marzahn) – Regie: Joachim Gürtner (Hörspielreihe: Fälle des Kriminalanwärters Marzahn – Rundfunk der DDR)
- 1984: Peter Gauglitz: Feuer bitte (Kriminalanwärter Marzahn) – Regie: Edith Schorn (Hörspielreihe: Fälle des Kriminalanwärters Marzahn – Rundfunk der DDR)
- 1987: Wilhelm Raabe: Die Chronik der Sperlingsgasse (Schmied) – Regie: Manfred Täubert (Kinderhörspiel (2 Teile) – Rundfunk der DDR)
- 1989: Marion Seelig: Das Mädchen Secunda und der Dieb (Vater) – Regie: Manfred Täubert (Kinderhörspiel – Rundfunk der DDR)